# G 12.1
Паровоз G 12.1 или G 121 — прусский тяжёлый грузовой паровоз осевой формулы 1-5-0. Имел трёхцилиндровую паровую машину и вплоть до окончания Первой мировой войны был самым мощным паровозом на прусских железных дорогах. Является первым немецким паровозом типа 1-5-0.
Уже к 1913 году на прусских железных дорогах грузооборот возрос настолько, что требовались новые, более мощные паровозы. Эта потребность ещё больше в 1914 году, когда началась Первая мировая война. Однако прусские паровозостроители были не готовы сразу выпускать паровозы такого типа, поэтому лишь в 1915 году завод Henschel выпустил первые в Германии паровозы типа 1-5-0, которым присвоили обозначение G 121. Завод выпускал данные паровозы лишь до 1917 года, после чего перешёл на выпуск паровозов G 12, которые являлись двухцилиндровой версией G 121. Всего было выпущено 33 паровоза G 121, из них 21 паровоз поступил на Прусские железные дороги (были направлены в Эрфурт, Кассель и Саарбрюккен), а 12 на Имперскую железную дорогу в Эльзас-Лотарингии.
На момент образования Deutsche Reichsbahn на ней числилось 15 паровозов серии, которым присвоили обозначение 58.0 и номера № 001—015. Из-за сложности обслуживания трёхцилиндровой машины уже в 1935 году эти паровозы стали постепенно списывать. На 1945 год на немецких дорогах числилось 2 паровоза с номерами 002 и 005, которые находились на территории ГДР. В 1957 году был списан последний паровоз серии — 58.005.
Помимо Германии, паровозы G 121 эксплуатировались также и на территории других стран. Так во Франции, куда 5 паровозов попали с Имперской дороги, им присвоили обозначение 150 B и номера в пределах № 546—562. В основном эти паровозы были списаны до 1955 года.